# Interzonal
Un Interzonal era un torneig d'escacs que conformava, fins al mitjans dels anys 1990, una de les etapes en el cicle trienal del Campionat del Món d'Escacs. El torneig interzonal era organitzat per la FIDE.

## Torneig Zonal
En el primer any de cada cicle per al Campionat del Món, cada estat membre de la FIDE organitzava un campionat nacional en el qual els primers classificats obtenien plaça pel Zonal. El món estava dividit en diverses zones, amb la Unió Soviètica, els Estats Units i el Canadà formant cadascun una zona (de manera que els primers classificats d'aquests països anaven directament a l'Interzonal). Els països més petits s'agrupaven per formar zones. Per exemple, tota l'Amèrica del Sud i l'Amèrica Central formaven una sola zona.
Els jugadors que guanyaven el seu torneig Zonal, i els qui havien assolit una puntuació per sobre d'un nivell prefixat, normalment obtenien com a mínim una norma vàlida per a títols d'escacs, com el de Mestre Internacional o Gran Mestre; en algunes ocasions, els guanyadors van rebre el títol directament, depenent de la força mitjana de joc de la zona.

## Torneig Interzonal

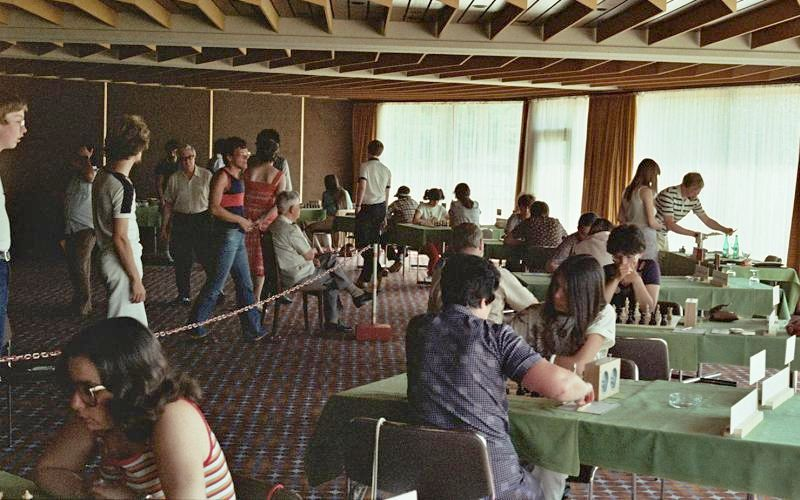
La sala de joc de l'interzonal femení de Bad Kissingen, el 1982.

Els millors jugadors sorgits de cada Zonal es classificaven per a un torneig Interzonal, que tenia normalment entre 20 i 24 jugadors. Els primers classificats (per exemple, els primers sis l'any 1958) es classificaven per al Torneig de Candidats, que es jugava l'any següent. Al Torneig de Candidats, als primers de l'Interzonal s'hi ajuntaven el perdedor de la final de Candidats anterior, i el perdedor de l'anterior matx pel Campionat del Món. El guanyador del Torneig de Candidats, jugaria un matx a 24 partides amb el Campió del Món l'any següent, matx que necessitava guanyar per obtenir el títol.
Com a exemple, el Campionat d'escacs dels Estats Units de 1957 fou un Torneig Zonal. Els tres primers del torneig, Bobby Fischer, Samuel Reshevsky, i James Sherwin es van classificar per l'Interzonal que se celebrà a Portorož el 1958. Els sis primers a Portorož, (Mikhaïl Tal, Svetozar Gligorić, Tigran Petrossian, Pál Benkő, Friðrik Ólafsson i Fischer) es classificaren pel Torneig de Candidats. Allà s'hi trobaren Vassili Smislov (el perdedor del matx de 1958 pel Campionat del Món contra Mikhaïl Botvínnik), i Paul Keres, qui havia estat el segon al Torneig de Candidats d'Amsterdam de 1956. Aquests vuit jugadors varen jugar un quadruple torneig round-robin el 1959 a Iugoslàvia. Tal fou el guanyador, i jugà posteriorment, el 1960 un matx pel Campionat del Món contra Botvínnik.
Els Torneigs Interzonals es varen celebrar més o menys cada tres anys des de 1948 fins a 1993. Els anys concrets de celebració foren, en concret: 1948, 1952, 1955, 1958, 1962, 1964, 1967, 1970, 1973, 1976, 1979, 1982, 1985, 1987, 1990, i 1993. De tota manera, sobre el 1972, el sistema va anar esdevenint poc pràctic. El nombre de jugadors d'alt nivell havia crescut, com a conseqüència en parta de la més gran popularitat dels escacs, i els costos d'organització d'aquests esdeveniments començaven a ser massa elevats. A més, nous països s'estaven adherint a la FIDE, especialment a l'Àsia. A partir dels 1970, la Xina, l'Índia, Indonèsia i les Filipines varen començar a comptar amb forts GMs (quan no n'havien tingut cap fins aleshores). Fins i tot l'Àfrica demanava dues zones pròpies. Aviat va deixar de ser possible posar tots els jugadors d'alt nivell en un torneig tipus lliga, de manera que el 1973 es va canviar el sistema a dos Interzonals (els tres primers de cadascun es classificaven pel Torneig de Candidats). El 1982 el sistema canvià altre cop a tres interzonals, amb els dos primers de cadascun classificats per al Torneig de Candidats. Posteriorment, l'increment notable en el nombre de jugadors classificats va fer que el Torneig Interzonal passés a jugar-se pel Sistema suís els anys 1990 and 1993.
El darrer Interzonal organitzat per la FIDE fou l'Interzonal de Biel), el 1993, i el guanyà Borís Guélfand. La PCA, una organització de curta vida, també va organitzar un Interzonal, el 1993.
En qualsevol cas, el sistema va ser deixat de banda a mitjans dels 1990, i fou substituït per sèries de matxos curts i eliminatoris entre els jugadors.